# Issiar Dia
Issiar Dia (Sèvres, Francia, 8 de junio de 1987 es un futbolista senegalés que también posee ciudadanía francesa. Se desempeña como volante ofensivo o delantero y actualmente forma parte del Yeni Malatyaspor de la Superliga de Turquía.

## Selección nacional
Ha sido internacional con la Selección de fútbol de Senegal, ha jugado 6 partidos internacionales y ha anotado 1 gol.

## Clubes
| Club             | País    | Año           |
| ---------------- | ------- | ------------- |
| Amiens SC        | Francia | 2004-2006     |
| AS Nancy         | Francia | 2006-2010     |
| Fenerbahçe       | Turquía | 2010-         |
| Lekhwiya SC      | Catar   | 2012-2015     |
| GFCO Ajaccio     | Francia | 2015-2016     |
| Lekhwiya SC      | Catar   | 2016          |
| AS Nancy         | Francia | 2017          |
| Yeni Malatyaspor | Turquía | 2017-presente |